# John Burton (Rennfahrer)

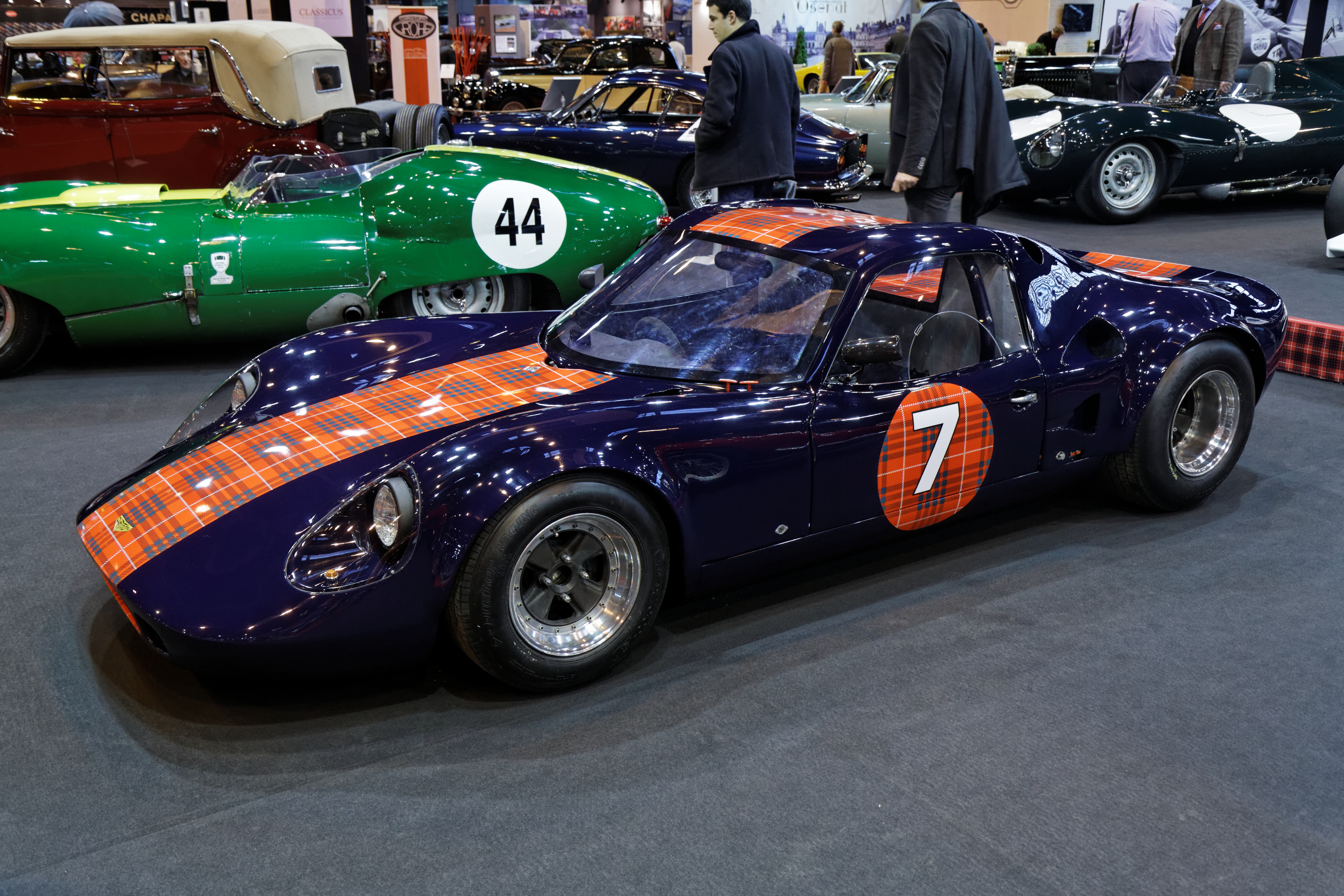
Auf einen Chevron B8 gewann John Burton in Silverstone 1969 sein erstes Sportwagenrennen

John Burton (* 30. November 1941 in Kidderminster) ist ein ehemaliger britischer Autorennfahrer.

## Karriere als Rennfahrer
Die Karriere von John Burton war in zwei Teile geteilt. Die erste Phase umfasste die Jahre von 1966 bis 1975, danach folgte nach einer Pause von 22 Jahren 1997 ein Comeback, das bis zum 24-Stunden-Rennen von Daytona 2003 andauerte. Burton fuhr Ende der 1960er-Jahre nationale Sportwagenrennen. Auf verschiedene Ginettas folgte 1969 ein Chevron B8 als neues Einsatzfahrzeug, Mit diesem Modell gewann er ein Sprintrennen auf dem Silverstone Circuit, sein erster Erfolg bei einem Autorennen. 1970 stieg er in die Sportwagen-Europameisterschaft ein und beendete diese Rennserie (Gesamtsieger Joakim Bonnier auf einem Lola T210) als Gesamtsiebter. 1972 (im Chevron B21 hinter Arturo Merzario im Abarth-Osella SE021) und 1973 (im Chevron B23 hinter Chris Craft im Lola T292) beendete er dieses Meisterschaft als Gesamtzweiter.
1973 gelang ihm ein überraschendes Ergebnis bei einem internationalen Sportwagenrennen. Gemeinsam mit seinem Landsmann John Bridges wurde er auf einem 2-Liter-Chevron B23 Gesamtdritter beim 1000-km-Rennen auf dem Nürburgring, einem Wertungslauf der Sportwagen-Weltmeisterschaft. Mehrmals war er beim 24-Stunden-Rennen von Le Mans gemeldet, nahm jedoch nie am Rennen teil.
1997 kehrte er für einige Jahre auf die Rennstrecken zurück und ging vor allem in der britischen GT-Meisterschaft an den Start. Nach dem 15. Endrang in Daytona beendete der seine Karriere endgültig.

## Statistik

### Einzelergebnisse in der Sportwagen-Weltmeisterschaft
| Saison | Team                  | Rennwagen    | 1   | 2   | 3   | 4   | 5   | 6   | 7   | 8   | 9   | 10  | 11  |
| ------ | --------------------- | ------------ | --- | --- | --- | --- | --- | --- | --- | --- | --- | --- | --- |
| 1969   | Worcestershire Racing | Chevron B8   | DAY | SEB | BRH | MON | TAR | SPA | NÜR | LEM | WAT | ZEL |     |
| 1969   | Worcestershire Racing | Chevron B8   |     |     | DNF |     |     |     |     |     |     |     |     |
| 1970   | Worcestershire Racing | Chevron B16  | DAY | SEB | BRH | MON | TAR | SPA | NÜR | LEM | WAT | ZEL |     |
| 1970   | Worcestershire Racing | Chevron B16  | DNF |     |     |     |     |     |     |     |     |     |     |
| 1971   | Worcestershire Racing | Chevron B19  | BUA | DAY | SEB | BRH | MON | SPA | TAR | NÜR | LEM | ZEL | WAT |
| 1971   | Worcestershire Racing | Chevron B19  | DNF |     |     |     |     |     |     |     |     |     |     |
| 1972   | Canon Racing          | Chevron B21  | BUA | DAY | SEB | BRH | MON | SPA | TAR | NÜR | LEM | ZEL | WAT |
| 1972   | Canon Racing          | Chevron B21  |     |     |     |     | DNF |     |     |     |     |     |     |
| 1973   | Red Rose Racing       | Chevron B23  | DAY | VAL | DIJ | MON | SPA | TAR | NÜR | LEM | ZEL | WAT |     |
| 1973   | Red Rose Racing       | Chevron B23  |     |     |     | 3   |     |     |     |     |     |     |     |
| 1974   | Chevron Cars          | Chevron B26  | MON | SPA | NÜR | IMO | LEM | ZEL | WAT | LEC | BRH | KYA |     |
| 1974   | Chevron Cars          | Chevron B26  | DNF |     |     |     |     |     |     |     |     |     |     |
| 1975   | Cheetah Cars          | Cheetah G501 | DAY | MUG | DIJ | MON | SPA | PER | NÜR | ZEL | WAT |     |     |
| 1975   | Cheetah Cars          | Cheetah G501 |     |     |     | DNF |     |     |     |     |     |     |     |